# NGC 4271
NGC 4271 is een elliptisch sterrenstelsel in het sterrenbeeld Grote Beer. Het hemelobject werd op 17 april 1789 ontdekt door de Duits-Britse astronoom William Herschel.

## Synoniemen
- UGC 7375
- MCG 10-18-25
- ZWG 293.10
- PGC 39683